# Eßsee
El Eßsee (en español, lago Ess) es un lago con forma de pera en Aschering, un barrio del municipio de Pöcking , en la Alta Baviera (Alemania). En la orilla noreste se encuentra el Instituto Max Planck de Ornitología de Seewiesen, fundado en 2004. De 1958 a 1999 el Instituto Max Planck de Fisiología del Comportamiento (“Max-Planck-Institut für Verhaltensphysiologie”) estuvo ubicado en el sitio, y de 1999 a 2004 la Unidad de Investigación Max Planck de Ornitología.
El lago es un vestigio de la Edad de Hielo y se formó por acumulación de agua en un valle, cuando los glaciares se retiraron.  Antiguamente tenía una extensión mayor. Sin embargo, debido a la sedimentación, su área se ha reducido a 8 ha. 
Hasta bien entrado el siglo XX, las plantas que crecían en el lago, formaban una cubierta vegetal flotante que albergaba un mundo de especies especiales, en particular libélulas y orquídeas. Sin embargo, como las condiciones ambientales empeoraron, en 2010 y 2011, se extrajeron aproximadamente 18.000 m³ de lodos, para rehabilitarlo.